# Unió Mundial per al Judaisme Progressista
La Unió Mundial per al Judaisme Progressista (WUPJ), va ser establerta a Londres el 1926, és l'organització coordinadora internacional dels moviments jueus reformistes, liberals, progressistes i reconstruccionistes, serveix a 1.200 congregacions i te 1,8 milions de membres en més de 50 països. Actualment la seva seu central està en la ciutat de Jerusalem. Netzer olami és un moviment juvenil sionista de la Unió Mundial per al Judaisme Progressista (WUPJ). Avui dia hi ha més de 16.000 membres actius en els diferents capítols de l'organització, que es troben en més d'una dotzena de països del Món.